# R. H. Bruce Lockhart

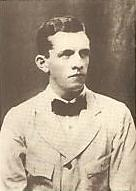
Robert Lockhart (1909)

Sir Robert Hamilton Bruce Lockhart KCMG (* 2. September 1887 in Anstruther; † 27. Februar 1970) war ein britischer Diplomat.

## Leben
Lockhart war der Sohn von Robert Bruce Lockhart, einem Schuldirektor der Spier’s School, Beith, Ayrshire, Schottland. Er verbrachte seine Schulzeit am Fettes College in Edinburgh. 1908 schloss sich Lockhart zwei Onkeln an, die in Malaya Gummiplantagen betrieben, und eröffnete eine Gummiplantage in der Nähe von Pantai in Negeri Sembilan. Lockhart trat 1911 in den auswärtigen Dienst und wurde Viceconsul in Moskau. In Moskau eilte ihm der Ruf eines guten Fußballspielers aus Cambridge voraus. Vom Leiter einer Baumwollspinnerei 30 Meilen östlich von Moskau aus Lancashire, wurde er für die Betriebsmannschaft angeworben, die 1912 die Moskauer Meisterschaft errang.
Während der Februarrevolution 1917 war er geschäftsführender Generalkonsul in Moskau und vor der Oktoberrevolution war er aus Russland ausgereist. Im Januar 1918, während der Regierung von David Lloyd George, wurde er zur bolschewistischen Regierung nach Moskau gesandt. Er versuchte im März 1918, einen Korridor für eine japanische Armee durch das von der Roten Armee kontrollierte Gebiet zu erhalten, um gegenüber dem Deutschen Reich wieder eine Ostfront zu eröffnen. Als die Regierung der Bolschewiki am 3. März 1918 den Friedensvertrag von Brest-Litowsk unterzeichnete, versuchte der britische Gesandte angeblich, Lenin zu vergiften und Mitglieder der Zarenfamilie zu befreien. Er kam mit Sidney Reilly in Haft und wurde gegen Maxim Maximowitsch Litwinow ausgetauscht.
Vom 19. November 1919 bis Ende 1925 wirkte Lockhart in Prag, zunächst als Handelssekretär zweiter Klasse an der britischen Gesandtschaft, danach als Direktor der Anglo-Tschechoslowakischen Bank. 1932 veröffentlichte er seine Autobiographie Memoires of a British Agent, die zwei Jahre später unter dem Titel British Agent verfilmt wurde.
Während des Zweiten Weltkrieges gehörte er zum Leitungskomitee des Political Warfare Executive und war von 1940 bis 1941 Verbindungsperson zu Edvard Beneš. Am 1. Januar 1943 wurde er von Georg VI. in den Order of St. Michael and St. George aufgenommen. Von 1945 bis 1955 sendete die British Broadcasting Corporation wöchentlich eine mit ihm produzierte Rundfunksendung für die Bevölkerung der Tschechoslowakei.
Der konservative Politiker Sandy Bruce-Lockhart, Baron Bruce-Lockhart, war ein Enkel von Bruce Lockhart.

## Werke
- Als Diplomat, Bankmann und Journalist im Nachkriegseuropa. Deutsche Verlags-Anstalt, Stuttgart/Berlin 1935
- Die beiden Revolutionen. Vom Zarismus zum Bolschewismus. Droste Verlag, Düsseldorf 1957